# 丁庄李家大院
丁庄李家大院，位于山西省运城市稷山县太阳乡丁庄村，是一组体量较大、保存较好的晋商民居建筑群，已列为运城市文物保护单位。

## 历史
丁庄李家大院，由在陕西从事中草药的晋商李枝秀、李士秀兄弟，陆续建于清嘉庆十二年（1807年）、嘉庆二十年（1815年）和咸丰五年(1855年）。

## 建筑
丁庄李家大院包括十二座四合院，占地面积3084平方米。整座大院由一条东西巷道，分为南北两排。南排包括五座四合院，北排包括七座四合院。其中护院门额嵌“凝瑞居”匾额，三号院书“温柔敦厚”，四号院书“最乐堂”，五号院门额“敦本”、“庆有余”，楹联“遵东鲁雅言诗书执礼”、下联“法西汉明诏孝弟力田”。均有精美雕刻。

## 保护
2017年11月21日，丁庄李家大院由运城市政府公布为第三批运城市文物保护单位，编号3-55。